# ليتلتون (كولورادو)
ليتلتون (بالإنجليزية: Littleton, Colorado)‏ هي مدينة تقع في مقاطعة أراباهومقاطعة جيفيرسون بولاية كولورادو في الولايات المتحدة. تبلغ مساحتها 36.1 (كم²)، وترتفع عن سطح البحر 1631 م، بلغ عدد سكانها 41737 نسمة في عام 2010 حسب إحصاء مكتب تعداد الولايات المتحدة وتصل الكثافة السكانية فيها 1117.5 نسمة/كم2.

## أعلام
- مالوري بيو
- جنين بكي
- رايتشل جوي سكوت
- إريك ديفيد هاريس
- ديف غروزن
- ميليسا بينويست
- روس لينش